# David Orlowsky Trio
David Orlowsky Trio (zuvor: Klezmorim bzw. David Orlowsky's Klezmorim) war ein deutsches Musikensemble, das im Jahre 1997 gegründet und 2019 aufgelöst wurde.

## Geschichte
Zu den Gründungsmitgliedern des Trios gehörten der Klarinettist David Orlowsky, der Kontrabassist Florian Dohrmann und der Gitarrist Jo Ambros. Auf Jo Ambros folgte von 2003 bis 2005 Frank Wekenmann (* 1968); ab 2005 übernahm Jens-Uwe Popp (* 1967) die Gitarristen-Position in dem Trio.
Zu Beginn spielte das Ensemble traditionelle Klezmer-Musik. Später bestand das Repertoire hauptsächlich aus Eigenkompositionen mit Einflüssen aus Klezmer, Jazz, arabischer Musik und Kammermusik.
Die Kompositionen des Trios sind in 5 Notenbüchern bei Advance Music / Schott-Verlag und über die Self-Publishing-Plattform Bookmundo erschienen.
Seit 1999 hat das Trio zehn CDs veröffentlicht, sieben davon bei Sony classical; 2008 erfolgte eine Namensänderung in David Orlowsky Trio.
Konzertreisen führten das Trio nach Amerika, Asien, Europa; es konzertierte im Concertgebouw Amsterdam, der Carnegie Hall New York oder der Berliner Philharmonie. Das Ensemble ist beim Schleswig-Holstein Musik Festival, den Ludwigsburger Schlossfestspielen, dem Rheingau Musik Festival, dem Lucerne Festival, dem Beethovenfest Bonn und den Walkenrieder Kreuzgangkonzerten aufgetreten.
Zu den musikalischen Partnern zählten u. a. Iveta Apkalna (Orgel), Avi Avital (Mandoline), Per Arne Glorvigen (Bandoneon), Kammerakademie Potsdam, Ross Daly (Lyra), Daniel Hope (Violine), Dominique Horwitz (Schauspieler).
2019 gab das Trio seine Abschiedstournee unter dem Motto „Milestones – 20 Jahre David Orlowsky Trio“. Das letzte Konzert fand im Rahmen des Schleswig-Holstein Musik Festivals am 30. August 2019 im Meldorfer Dom statt.

## Auszeichnungen
Das Ensemble wurde 2008 mit dem ECHO Klassik in der Kategorie „Klassik ohne Grenzen“ ausgezeichnet. Im Jahr 2015 erhielt das Trio erneut den ECHO Klassik in dieser Kategorie.

## Diskografie
- 2001: Sedum (Way Out Records)
- 2003: Panta Rhei (Way Out Records)
- 2004: Lark (Way Out Records)
- 2007: Noema (Sony Classical)
- 2008: Nessiah (Sony Classical)
- 2011: Chronos (Sony Classical)
- 2014: Klezmer Kings - A Tribute (Sony Classical)
- 2015: Symphonic Klezmer (Sony Classical)
- 2017: Paris – Odessa (Sony Classical)
- 2019: One Last Night-Live at Elbphilharmonie Hamburg (Sony Classical)